# Tjekkisk Wikipedia
Tjekkisk Wikipedia (tjekkisk: Česká Wikipedie,  dansk: den tjekkisksprogede Wikipedia) er den tjekkisksprogede  version af det verdensomspændende encyklopædi-projekt Wikipedia. Tjekkisk Wikipedia blev lanceret 3. maj 2002.
Pr. onsdag den 26. marts 2025 har den tjekkisksprogede Wikipedia 565.618 artikler, 2.453 aktive bidragydere og 33 administratorer.